# Moraine de Rogen

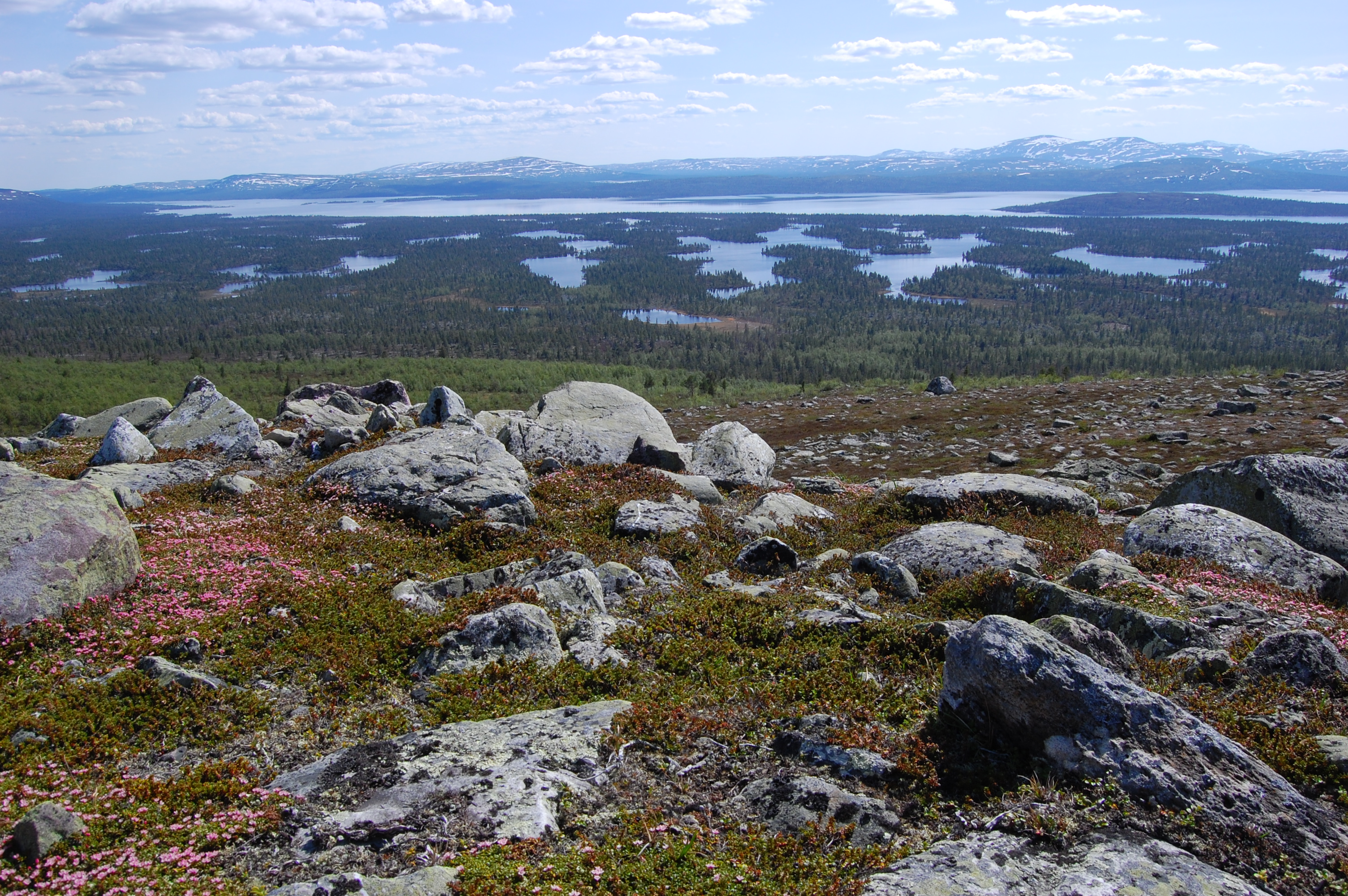
Lac Rogen, avec ses rangées boisées au niveau des moraines

Une moraine de Rogen ou moraine côtelée est un type de moraine qui se forme sous les glaciers. On le trouve principalement en Fennoscandie, en Écosse, en Irlande et au Canada,,,. Ce type de moraine couvre de vastes zones anciennement couvertes par des glaciers, en particulier dans la zone centrale de ces glaciers. Le nom provient du lac Rogen, en Suède, où ces formations sont particulièrement remarquables dans le paysage.
Les moraines sont en groupe souvent proches et espacés de façon régulière. Elles sont constitués par des dépôts glaciaires avec en particulier de la tillite. Les moraines sont en général perpendiculaires au courant glaciaire. Leur taille peut varier mais est en général entre 10 et 30 m de haut, 150 à 300 m de large et 300 à 1 200 m de long,. On trouve souvent des drumlins à proximité, que l'on suppose s'être formé en même temps que les moraines de Rogen.
Plusieurs théories ont été proposées pour expliquer le mécanisme de formation de ces moraines, mais il est possible, au vu des différences observées entre les différentes localités que différents processus puissent conduire à ces formations.